# Vaterpolo klub Partizan Beograd
Partizan je srbijanski vaterpolski klub iz Beograda.

## Povijest
Vaterpolo klub Partizan Beograd osnovan je 1946. godine. Od osnutka do početka 1960-ih Klub nije imao značajnijih uspjeha u jugoslavenskom vaterpolu. Nakon što je u njega došao hrvatski stručnjak Vlaho Orlić, stanje se promijenilo. 1960-ih je godina Partizan doveo hrvatske igrače (iz Korčule Duško Antunović, iz Šibenika Siniša Belamarić, iz Splita Uroš Marović), a s time je nastavio i kasnije (Ratko Rudić) s kojima je počeo osvajati naslove državnog prvaka i naslove europskog prvaka.
Od hrvatskih igrača, za Partizana su igrali i Marinko Roje (počeo u splitskom Mornaru), Felice Tedeschi (počeo u korčulanskom KPK-u) i dr.

## Sastav - 2012./13.
Nikola Dedović (1992.),  Ognjen Stojanović (1996.),  Nemanja Vučićević (1996.),  Ivan Rackov (1989.),  Draško Gogov (1995.),  Nikola Jakšić (1997.),  Stefan Mitrović (1988.),  Gavril Subotić (1995.),  Slobodan Soro (1978.),  Stefan Živojinović (1989.),  Petar Filipović (1988.),  Nemanja Vico (1994.),  Mihailo Repanović (1995.),  Đorđe Tanasković (1994.),  Strajo Dimitrije Rističević (1992.),  Ivan Basara (1988.),  Predrag Jokić (1983.),  Dimitrije Obradović (1994.),  Marko Matović (1991.),  Dušan Mandić (1994.),  Miloš Ćuk (1990.),  Marko Manojlović (1996.),  Uroš Čučković (1983.),  Miloš Vukičević (1988.),  Mateja Asanović (1995.); trener  Vladimir Vujasinović (1973.)

## Klupski uspjesi
- Euroliga: 1963./64., 1965./66., 1966./67., 1970./71., 1974./75., 1975./76.,2010./11.
- LEN kup: 1997./98.
- Kup pobjednika kupova Europe :1989./90.
- Superkup Europe: 1990./91., 2011./12.
- Mediteranski kup: 1988./89.
- EuroInter liga: 2009./10., 2010./11.

- Državno prvenstvo: 29
  - jugoslavensko prvenstvo: 1963., 1964., 1965., 1966., 1968., 1970., 1972., 1973., 1974., 1975., 1976., 1977., 1978., 1979., 1983./84., 1986./87., 1987./88.
  - prvenstvo Srbije i Crne Gore (SRJ): 1995., 2002.[3]
  - srbijansko prvenstvo: 2007., 2008., 2009., 2010., 2011.,[4]2012., 2015., 2016., 2017., 2018.
- Državni kup: 26
  - jugoslavenski kup: 1973., 1974., 1975., 1976., 1977., 1979., 1982., 1985., 1987., 1988., 1990., 1991.
  - kup Srbije i Crne Gore (SRJ) : 1992., 1993., 1994., 1995., 2002.
  - srbijanski kup : 2007., 2008., 2009., 2010., 2011., 2012., 2016., 2017., 2018.

## Poznati treneri
- Vlaho Orlić

## Vanjske poveznice
- (srp.) Službene stranice